# Teorema di isomorfismo
In matematica ci sono vari teoremi che prendono il nome di teoremi di isomorfismo, che asseriscono generalmente che alcune strutture algebriche sono isomorfe.

## Teoria dei gruppi
In teoria dei gruppi ci sono tre teoremi d'isomorfismo, che valgono anche, con opportune modifiche, per anelli e moduli. I teoremi furono formulati originariamente da Richard Dedekind; successivamente Emmy Noether li rese più generali nell'articolo Abstrakter Aufbau der Idealtheorie in algebraischen Zahl und Funktionenkörpern pubblicato nel 1927 in Mathematische Annalen, per essere poi sviluppati nella forma moderna da Bartel Leendert van der Waerden nel suo libro Algebra.

### Primo teorema d'isomorfismo
Se {\displaystyle f:G\to H} è un omomorfismo fra due gruppi {\displaystyle G} e {\displaystyle H}, allora il nucleo di {\displaystyle f} è un sottogruppo normale di {\displaystyle G}, ed il gruppo quoziente {\displaystyle G/\operatorname {Ker} (f)} è isomorfo all'immagine di {\displaystyle f}. In simboli:
{\displaystyle \operatorname {Ker} (f)\triangleleft G,\quad G/\operatorname {Ker} (f)\cong \operatorname {Im} (f)}
L'isomorfismo è canonico, indotto dalla mappa {\displaystyle f}: la classe {\displaystyle g\cdot \operatorname {Ker} (f)} è mandata in {\displaystyle f(g)}.
Questo teorema è detto teorema fondamentale di omomorfismo.

#### Proprietà universale del conucleoG/K{\displaystyle G/K}
Se {\displaystyle f:G\to H} è un omomorfismo e {\displaystyle K} è un sottogruppo normale di {\displaystyle G} contenuto in {\displaystyle ker(f)}, esiste un unico omomorfismo {\displaystyle h:G/K\to H} tale che
{\displaystyle f=h\circ \varphi }
dove {\displaystyle \varphi } è la proiezione canonica {\displaystyle G\to G/K}.

### Secondo teorema d'isomorfismo (teorema del diamante)
Siano {\displaystyle H} e {\displaystyle N} due sottogruppi di un gruppo {\displaystyle G}, con {\displaystyle N} sottogruppo normale. Allora il sottoinsieme prodotto
{\displaystyle HN=\{hn\,|\,h\in H,n\in N\}}
è anch'esso un sottogruppo di {\displaystyle G}, e inoltre:
- {\displaystyle N} è normale anche in {\displaystyle HN},
- {\displaystyle H\cap N} è normale in {\displaystyle H},
- {\displaystyle H/(H\cap N)\cong HN/N.}

L'isomorfismo è canonico, indotto dalla mappa
{\displaystyle H\to HN/N,\quad h\mapsto hN.}

### Terzo teorema d'isomorfismo
Siano {\displaystyle H,N} due sottogruppi normali di {\displaystyle G} con {\displaystyle N} contenuto in {\displaystyle H}. Vale il seguente isomorfismo:
{\displaystyle (G/N)/(H/N)\cong G/H.}
Anche questo isomorfismo è canonico.